# Avenida Principal de El Cafetal
Avenida Principal de El Cafetal, oficialmente Boulevard Raúl Leoni, es el nombre que recibe la principal arteria vial de la Urbanización El Cafetal localizada en el Municipio Baruta al oeste del Distrito Metropolitano de Caracas capital de Venezuela, en jurisdicción del Estado Miranda. Recibe su nombre por el Sector El Cafetal.

## Descripción

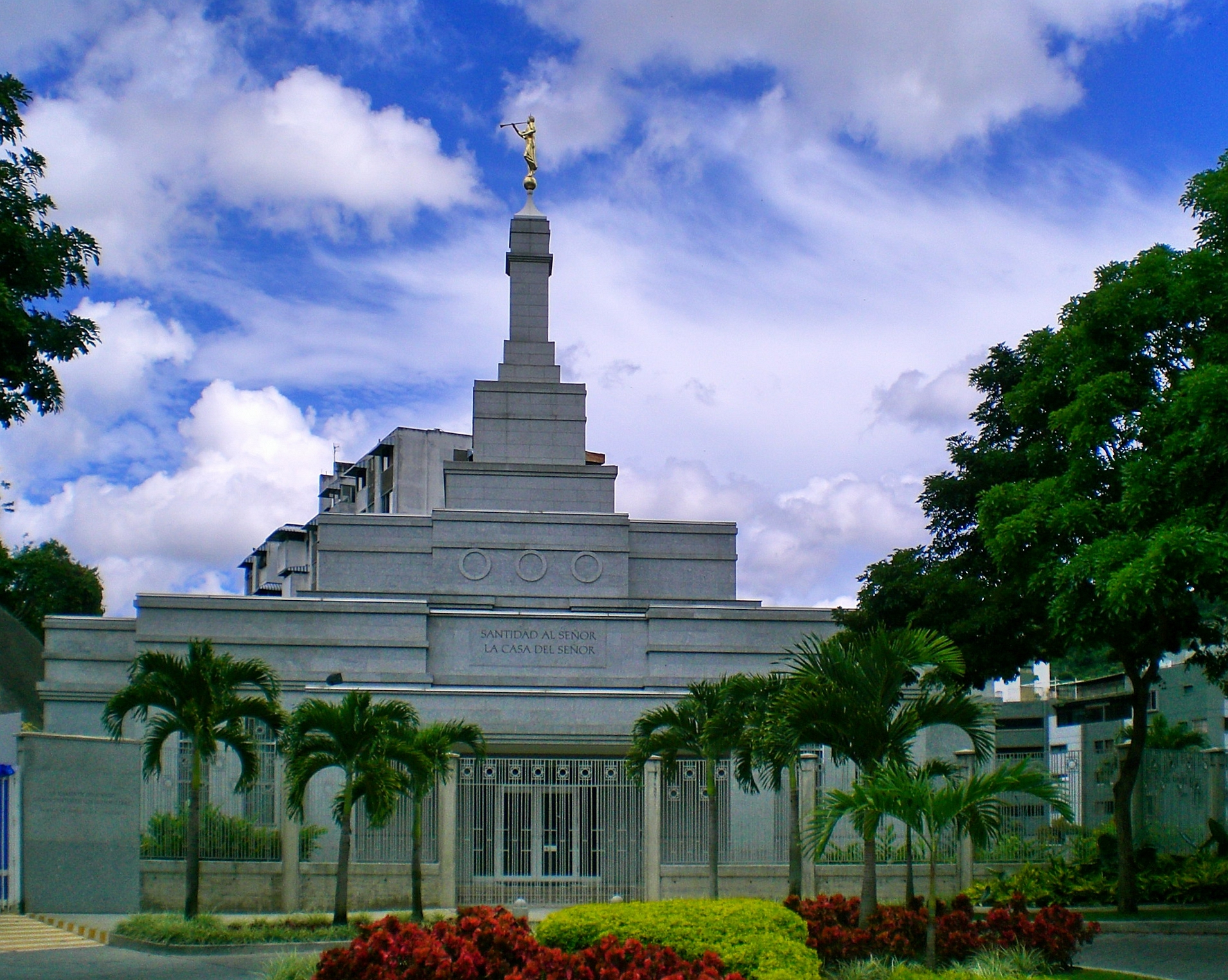
Templo de la Iglesia de Jesucristo de los Santos de los Últimos Días

La avenida se conecta con la Avenida Principal de Chuao, la Avenida Principal de Caurimare, la Carretera El Cafetal-Los Naranjos, la Avenida La Guairita y las calles y avenidas de las urbanizaciones o zonas residenciales del cafetal (Santa Clara, Santa Paula, Santa Ana, San Luis, Santa Sofía y Santa Marta)
Destacan en sus alrededores el Colegio Internacional Kaplan, la Parroquia San Luis Gonzaga, el Templo de la Iglesia de Jesucristo de los Santos de los Últimos Días (llamado Templo de Caracas), el Parque Dr. David Alejandro Márquez Escalante, el Polideportivo Chucho Ramos, el Centro Comercial Caurimare, la Editorial Monteávila, la Escuela Nacional Jesús María Alfaro Zamora, el Centro Comercial El Cafetal, y el Centro Comercial Plaza Las Américas.